# 화객선

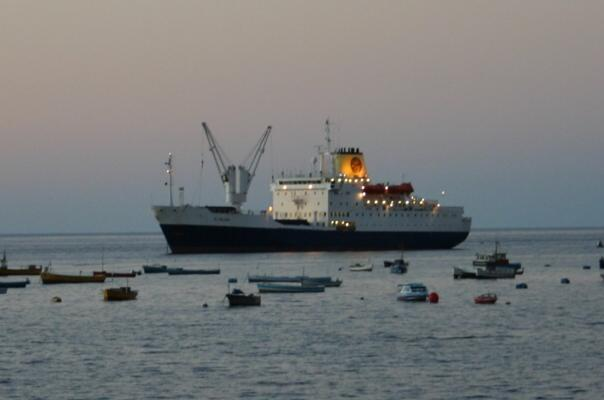

화객선(貨客船)은 일반화물과 승객을 수송하는 상선의 일종이다. 19세기 중반 직후 일상화되었으며 궁극적으로는 20세기 후반에 컨테이너선과 기타 더 특수한 수송선들에 항로를 제공했다.
화객선의 침체는 1970년대 컨테이너선이 도입되면서 시작되었다.

## 같이 보기
- RORO선

## 참고자료
- Craig, Robin (1980), “Steam Tramps and Cargo Liners, 1850–1950”, 《The Ship》 (London: National Maritime Museum/W.S.Cowell Ltd. for Her Majesty’s Stationery Office) 5, ISBN 0-11-290315-0
- Woodman, Richard (2002), 《The History of the Ship》, London: Lyons Press (Globe Pequot Press)/Conway Maritime Press, ISBN 1-58574-621-5.